# Прво предсказање
Прво предсказање (енгл. The First Omen) амерички је хорор филм из 2024. Режију потписује Аркаша Стивенсон, која је и написала сценарио уз Тима Смита и Кита Томаса. Преднаставак је филма Предсказање (1976) и шести филм у франшизи Предсказање. Главне улоге тумаче Нел Тајгер Фри, Тауфик Бархом, Соња Брага, Ралф Ајнесон и Бил Нај. Радња прати Американку послату на рад у цркви у Риму која открива злокобну заверу за рођење Антихриста.
Приказивање филма у биоскопима започело је 5. априла 2024. у Сједињеним Америчким Државама, односно 4. априла исте године у Србији. Добио је позитивне рецензије критичара и зарадио преко 53 милиона долара.

## Радња
Када млада Американка буде послата у Рим како би започела живот у служби цркве, она наилази на таму под којом доводи у сумњу сопствену веру и открива застрашујућу заверу која тежи рађању отеловљења зла.

## Улоге
| Глумац            | Улога           |
| ----------------- | --------------- |
| Нел Тајгер Фри    | Маргарет        |
| Ралф Ајнесон      | отац Бренан     |
| Соња Брага        | сестра Силвија  |
| Тауфик Бархом     | отац Гејбријел  |
| Бил Нај           | кардинал Лоренс |
| Марија Кабаљеро   | Лус             |
| Чарлс Денс        | отац Харис      |
| Никол Сора        | Карлита Скијана |
| Иштар Кари Вилсон | сестра Анђелика |
| Андреа Арканђели  | Паоло           |
| Рејчел Херд Вуд   | Кетрин Торн     |